# Autowrak

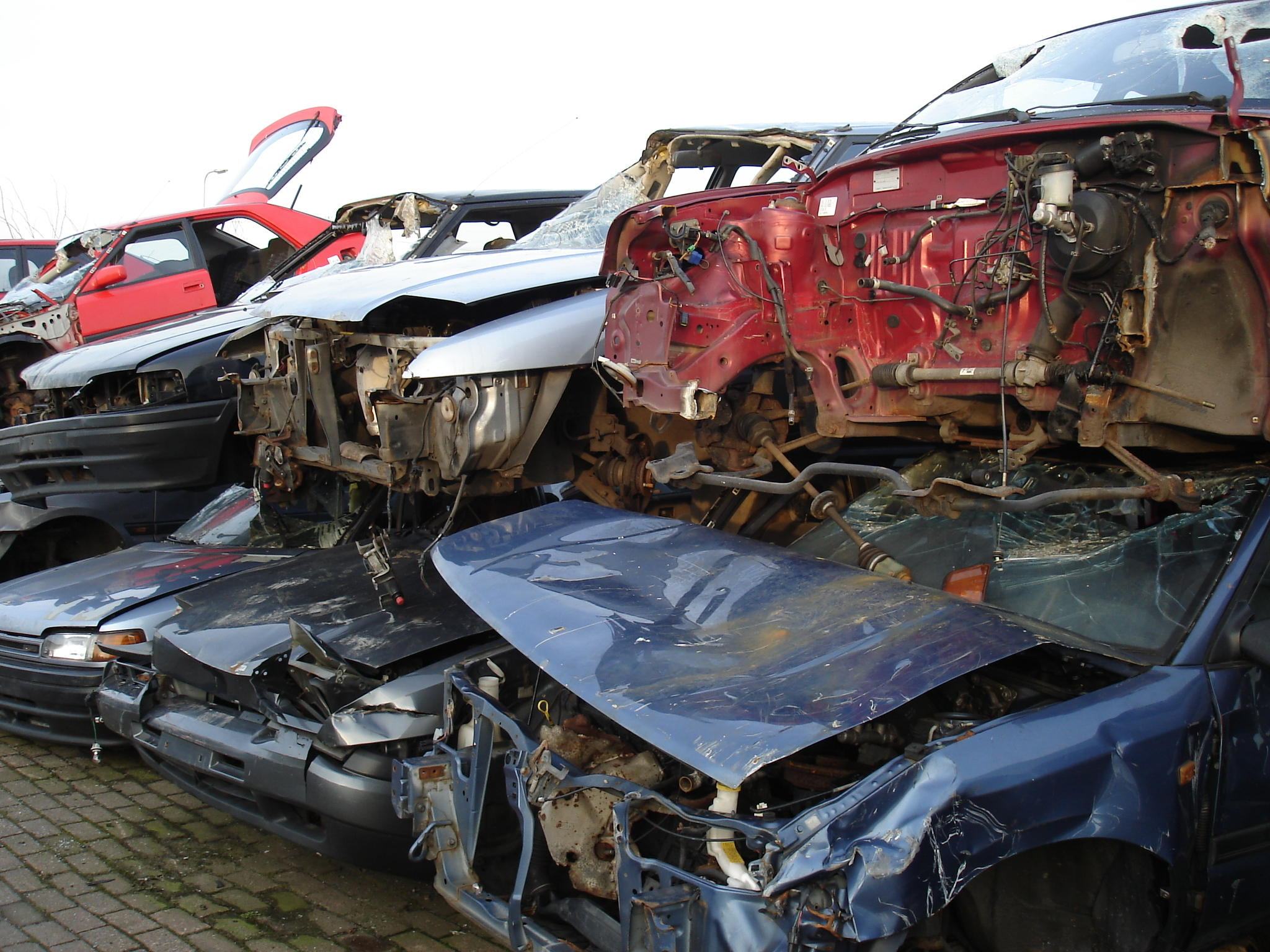
Autowrakken.

Een autowrak is een overblijfsel van een gebruikte auto.  Autowrakken blijven over als een auto volledig opgebruikt is en niet meer verkocht kan worden aan een liefhebber, of als een auto door een verkeersongeval total loss is gereden. Uit onderzoek rond 2003 blijkt dat auto's in Nederland gemiddeld na 14,6 jaar op de schroothoop belanden. De levensduur van auto's is de afgelopen jaren geleidelijk toegenomen. De verwachting is dat de gemiddelde leeftijd verder zal stijgen.
In 2002 kwamen in Nederland 309.721 autowrakken bij autodemontagebedrijven terecht. Ongeveer 88 procent daarvan is verwerkt via het inname- en verwerkingssysteem van Auto Recycling Nederland (ARN). Dat is een organisatie waarin alle schakels uit de Nederlandse autosector vrijwillig samenwerken.
Dankzij het ARN-systeem is in 2002 85 procent van het gewicht van de verwerkte wagens hergebruikt. Op grond van het Besluit beheer autowrakken, dat per 2 juli 2002 in werking is getreden, moet dit percentage in 2007 zijn toegenomen tot 95 procent.  

## Milieubelasting
Autowrakken vormen maar één procent van de totale afvalberg in Nederland. De verwijdering brengt echter meer dan evenredig grote milieuproblemen met zich mee. Het gaat dan om ruimtebeslag, bodemverontreiniging en horizonvervuiling.
In 1998 waren in Nederland 6,7 miljoen personen- en bedrijfsauto's kentekenplichtig. In datzelfde jaar werden 406.000 voertuigen 'buiten gebruik gesteld' - de zogeheten uitval. De meeste van deze wagens (zo'n 300.000) worden voor de sloop aangeboden. Een aanzienlijk deel (ongeveer een vierde) wordt als tweedehandsauto verkocht aan het buitenland. Een heel klein percentage verdwijnt naar het racecircuit. 
In procenten bestaat een auto, eveneens rond 2003, uit de volgende materialen:
- 74% metaal
- 5% rubber (banden)
- 11% kunststof (interieur en bumpers)
- 3% glas (ruiten)
- 7% vloeistof (motorolie, remvloeistof)

De materialen die vrijkomen worden door verschillende industrieën ingezet als grondstof voor het maken van nieuwe producten of voor het terugwinnen van energie. Zo worden de banden verwerkt tot granulaat, dat als grondstof wordt gebruikt bij de productie van sportvloeren en tegels voor speeltuinen. Het grootste gedeelte van het glas wordt verwerkt tot flessen en met glasvezel versterkte kunststoffen.

## Autobanden

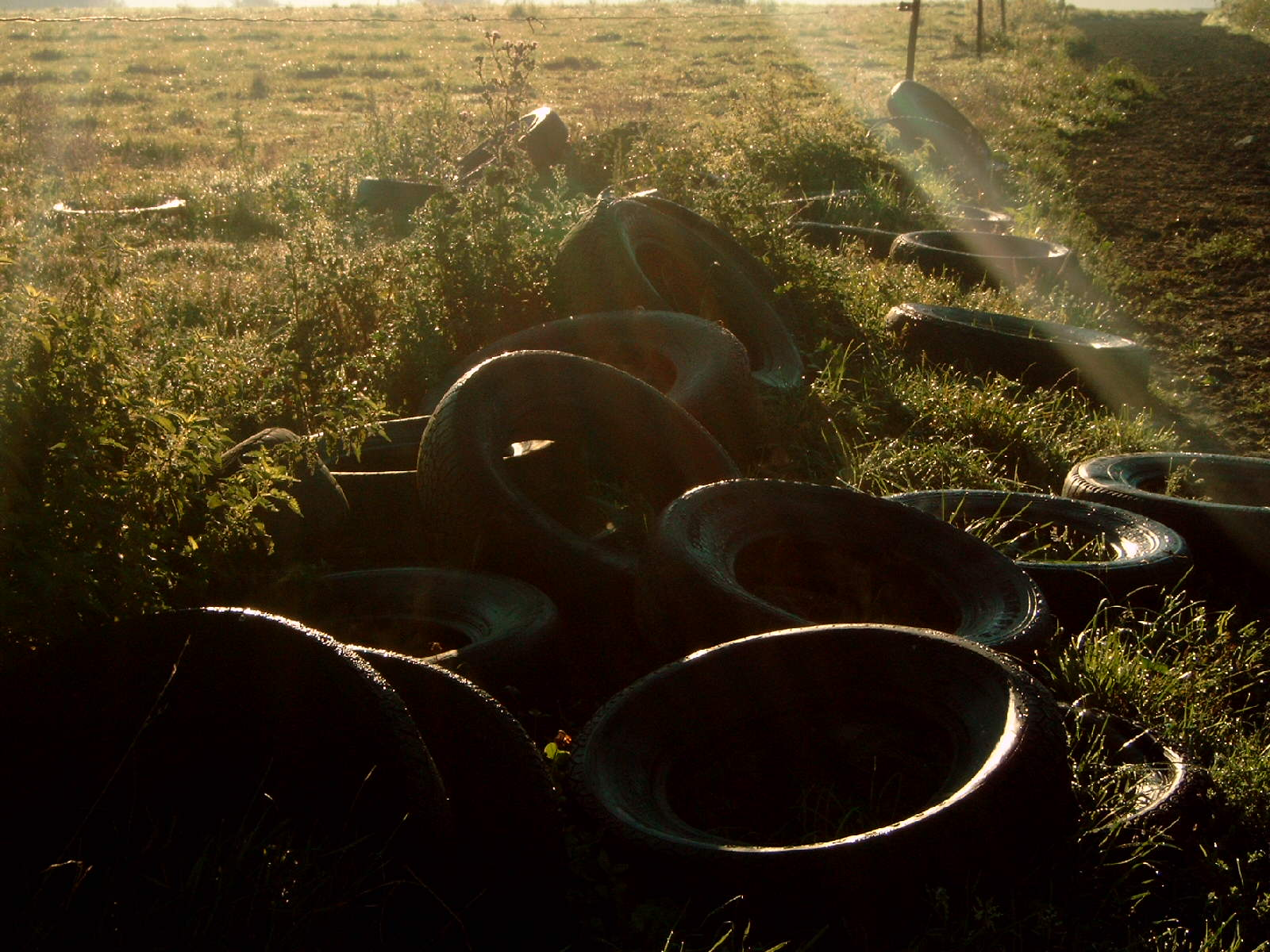
Afgedankte autobanden op een boerenerf

Er komen niet alleen van wrakken, maar ook door slijtage jaarlijks in 2003 naar schatting zes miljoen gebruikte personenwagenbanden vrij, in Nederland alleen. Hiervan wordt ongeveer 90 procent gescheiden ingezameld. In september 2002 heeft de ministerraad ingestemd met het ontwerpbesluit beheer autobanden  (Bbab). Op grond van dit besluit worden producenten en importeurs verantwoordelijk voor de opzet van een systeem van inzameling en verwerking van afgedankte autobanden. Bovendien is in het besluit vastgelegd dat elke houder van een gebruikte autoband zich kosteloos van deze autoband kan ontdoen. Het ontwerpbesluit beoogt de illegale dump of opslag van autobanden te voorkomen en meer hergebruik te bevorderen. Het Bbab gaat het Besluit beheer personenwagenbanden uit 1995 vervangen.

## Autosloperijen
Begin jaren negentig van de twintigste eeuw waren in Nederland circa 2400 autosloopbedrijven actief. Door actief beleid van de overheid is het aantal autosloopbedrijven teruggelopen. Vanaf 1995 is dit gestabiliseerd en in 2015 hadden ongeveer 700 bedrijven een vergunning. De meeste sloperijen bevinden zich in de randstad. Bijna 500 bedrijven daarvan zijn erkend door het RDW (Dienst Wegverkeer). Bij ARN zijn 264 bedrijven aangesloten, die 90 procent van alle afgedankte Nederlandse auto's verwerken.
Dit alles heeft geleid tot de vereniging Band en Milieu waarin producenten en importeurs zich hebben verenigd. Deze organisatie heeft een inzamelstructuur in Nederland opgezet. Via deze structuur worden voertuigenbanden op de door de overheid voorgeschreven wijze ingezameld en verwerkt.
Daarnaast hebben vele autodemontagebedrijven zich gespecialiseerd in hergebruik van auto-onderdelen. Dit is niet alleen beter voor het milieu, immers producthergebruik is milieuvriendelijker dan materiaalhergebruik, maar geeft consumenten ook de mogelijkheid hun auto op een goedkope manier te laten repareren.

## Verwijderingsbijdrage
Als iemand een nieuwe auto koopt, betaalt hij een verwijderingsbijdrage. Men betaalt deze bijdrage bij de afgifte van het kentekenbewijs. Tot 1 januari 2009 bedraagt de verwijderingsbijdrage € 45. Dit geldbedrag wordt geïnd door Auto Recycling Nederland, die vervolgens aan de sloopbedrijven verwijderingspremies uitkeert voor de demontage van auto's en het hergebruik van materialen. De hoogte van de uitkering hangt af van het gewicht van het materiaal dat is gedemonteerd of herverwerkt. De autodemontagebedrijven beloven van hun kant geen kosten te berekenen aan de consument. Dat is ook een van de voorwaarden die ARN aan de aangesloten bedrijven stelt.
De verplichting een verwijderingsbijdrage te betalen geldt alleen voor auto's met vier of meer wielen waarvan het ledig gewicht vermeerderd met het laadvermogen niet meer bedraagt dan 3500 kilogram. Dit geldt alleen voor personenauto's en bestelwagens. Voor klassieke auto's (25 jaar of ouder), die worden beschouwd als cultureel historisch erfgoed, is besloten vanaf 1998 geen verwijderingsbijdrage te heffen.

## Autokerkhof van Kyrkö Mosse
Het Zweedse bos van Kyrkö Mosse biedt plaats aan honderden autowrakken, die hier in de loop van de jaren zijn terechtgekomen. De eigenaar gebruikte de bosgrond om turf te steken en kocht afgedankte auto's om stroom op te wekken. Van lieverlee gingen mensen er zelf hun auto naartoe brengen. Als ze niet meer bruikbaar waren, parkeerde de turfsteker ze in het bos. Daar werden ze steeds meer overwoekerd door de natuur. Toen de gemeente wilde ingrijpen, ontstond er een maatschappelijke discussie. Het autokerkhof was uitgegroeid tot een toeristische attractie, en omdat de eigenaar de accu's en brandstofresten had verwijderd, mochten de wrakken toch blijven.